# Aleurocerus
Aleurocerus es un género de hemípteros de la familia Aleyrodidae. El género fue descrito científicamente primero por Bondar en 1923. La especie tipo es Aleurocerus luxuriosus.

## Especies
Esta es la lista de especies pertenecientes a este género:
- Aleurocerus ceriferus (Sampson & Drews, 1941)
- Aleurocerus chiclensis Russell, 1986
- Aleurocerus coccolobae Russell, 1986
- Aleurocerus colombiae Russell, 1986
- Aleurocerus flavomarginatus Bondar, 1923
- Aleurocerus luxuriosus Bondar, 1923
- Aleurocerus musae Russell, 1986
- Aleurocerus palmae Russell, 1986
- Aleurocerus petiolicola Russell, 1986
- Aleurocerus tumidosus Bondar, 1923